# Glenoglossa wassi
Glenoglossa wassi is een  straalvinnige vissensoort uit de familie van slangalen (Ophichthidae). De wetenschappelijke naam van de soort is voor het eerst geldig gepubliceerd in 1982 door McCosker.